# Polizeibus

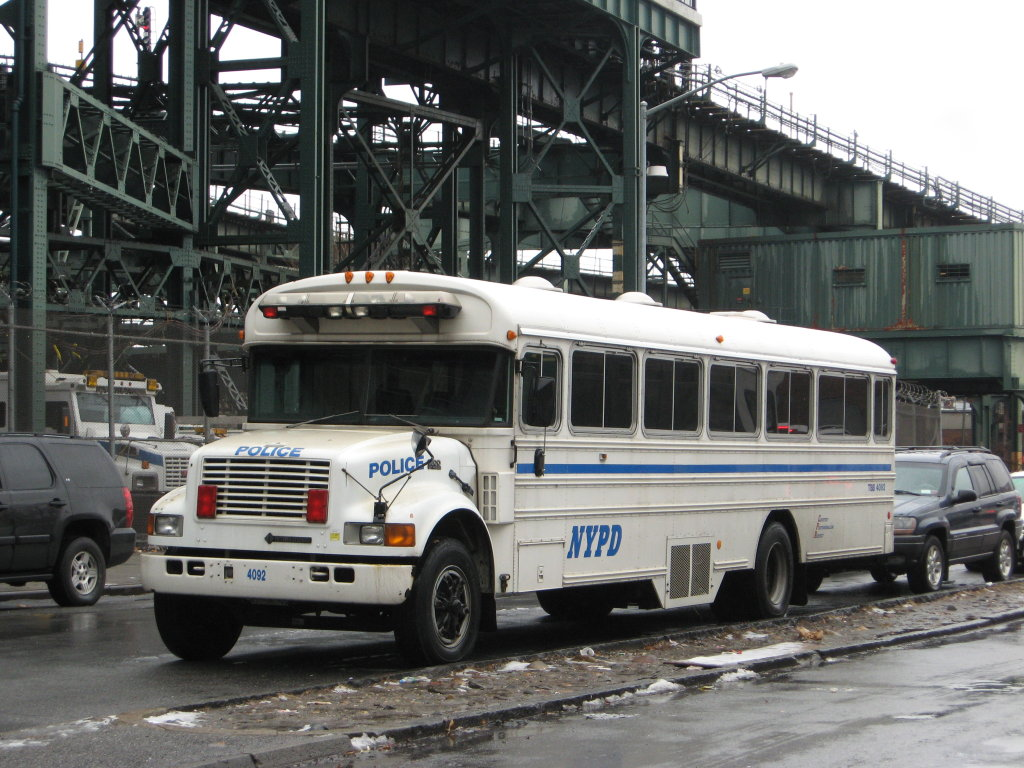
NYPD Polizei Bus

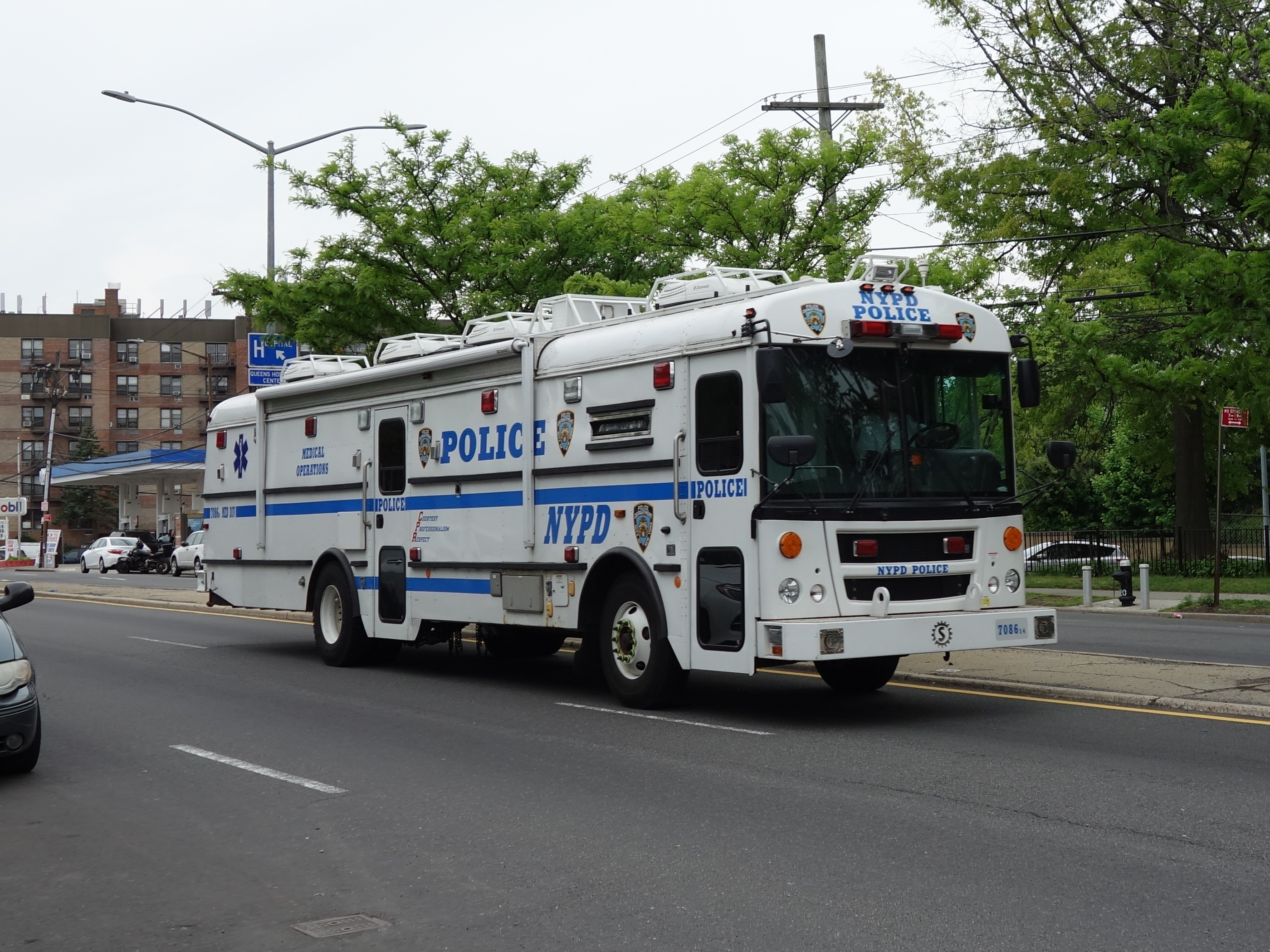
NYPD Medizinischer Einsatzbus

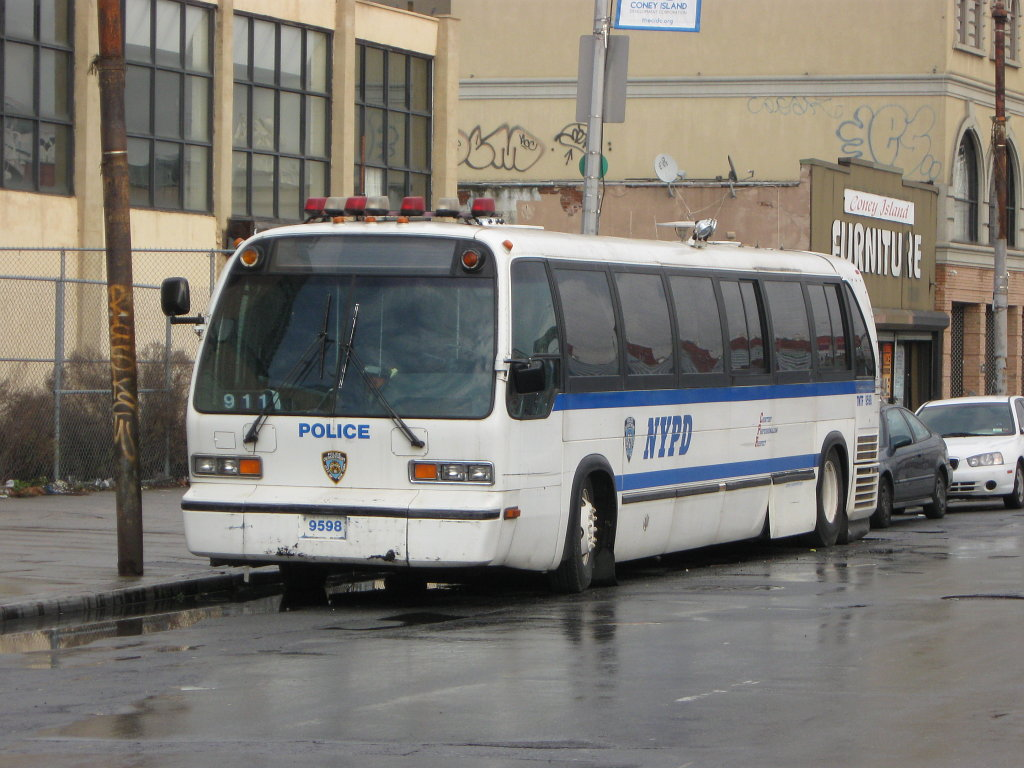
NYPD Bus

Ein Polizeibus, ist ein Kleinbus, ein vollwertiger Bus oder ein Reisebus, der von Polizeikräften zu verschiedenen Zwecken eingesetzt wird.

## Beschreibung
Je nach Einsatz sind die Polizeibusse mit Markierungen oder einer Lackierung versehen, die auf die Zugehörigkeit zur Polizei hinweisen, und verfügen über eine entsprechende Ausstattung. Polizeibusse können gewöhnliche Busse mit geringfügigen oder keinen Modifikationen sein, einen gewissen Schutz für Bereitschaftsdienste haben oder vollständig gepanzerte Busse sein.
Busse werden von Polizeikräften eingesetzt, um eine große Anzahl von Beamten an einen bestimmten Ort zu transportieren, z. B. zur Kontrolle von Menschenmengen bei Sportveranstaltungen und Demonstrationen oder zur Erleichterung von Großeinsätzen zur Bekämpfung schwerwiegenderer Unruhen. Dabei kann es sich um gemietete Fahrzeuge handeln, oder um Fahrzeuge, die von der Polizei für diesen Zweck vorgehalten werden.
Polizeibusse werden bei einigen Großveranstaltungen auch als statische temporäre Halte- und Bearbeitungsbereiche eingesetzt, in denen festgenommene Personen bearbeitet und festgehalten werden können, bis ein Weitertransport in einem anderen Fahrzeug möglich ist. Polizeibusse können auch als Gefangenentransportfahrzeuge dienen, wenn die Polizei dafür zuständig ist. Ein Beispiel für diese Art von Bus ist der MCI D4000ISTV.
Die Polizei kann auch Busse einsetzen, die von einem Bushersteller oder einer anderen Spezialfirma (aus einer neuen oder ausgemusterten Karosserie im Stil eines Schulbusses) umgebaut wurden, um spezifischere Zwecke zu erfüllen. Dies kann als Einsatzleitstelle oder mobiler Kommandoposten sein, oder auch als kleine mobile Polizeistationen für öffentliche Veranstaltungen. Die Toronto Police Service zum Beispiel hat ausgemusterte Linienbusse für ihre Flotte verwendet.
Weitere Einsatzmöglichkeiten für umgebaute Polizeibusse sind öffentliche Informations- und Aufklärungskampagnen oder mobile Rekrutierungsanzeigen.

## Galerie

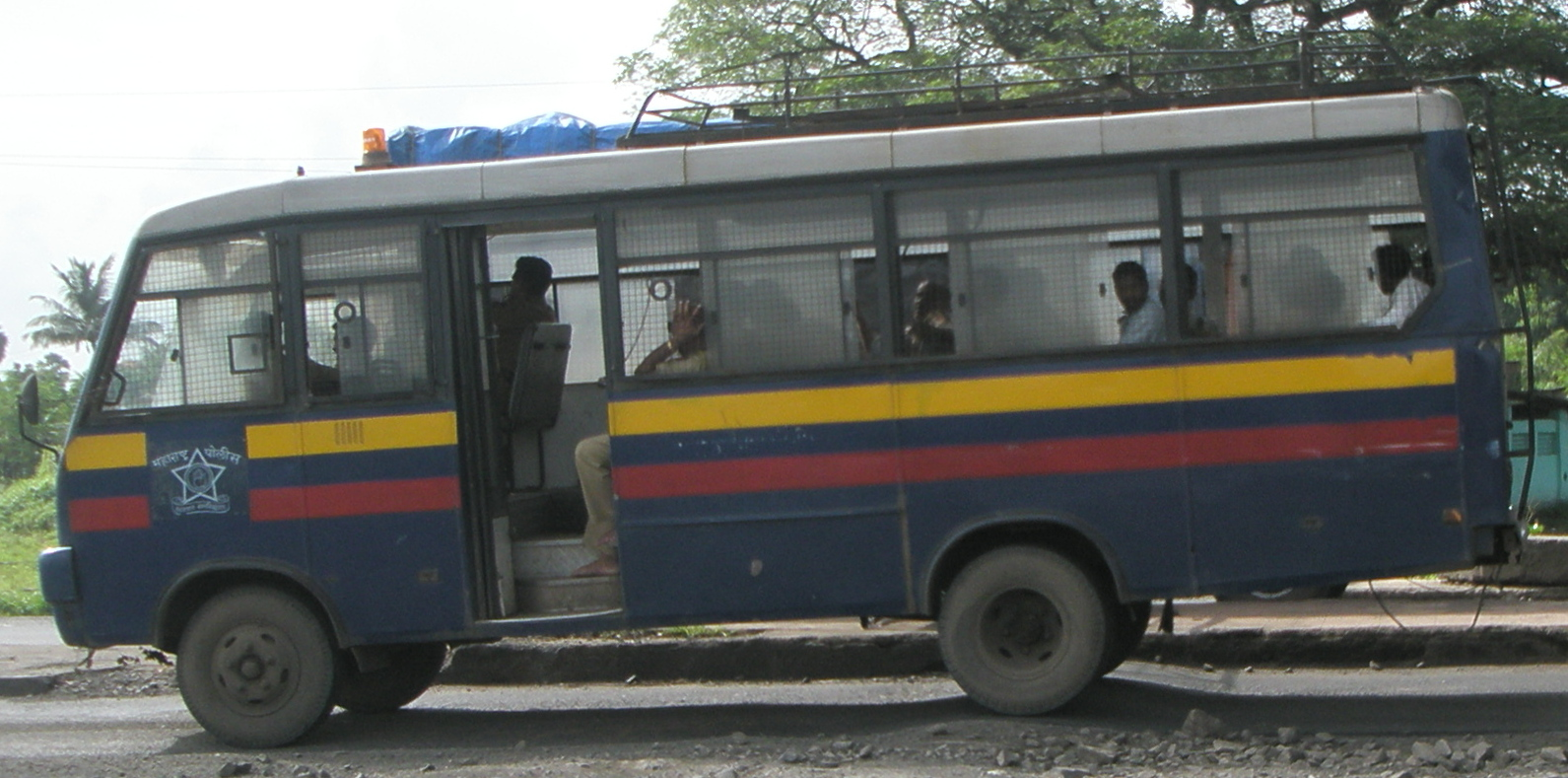
Ein Polizeibus, der von der Maharashtra-Polizei in Mumbai, Indien, eingesetzt wird.
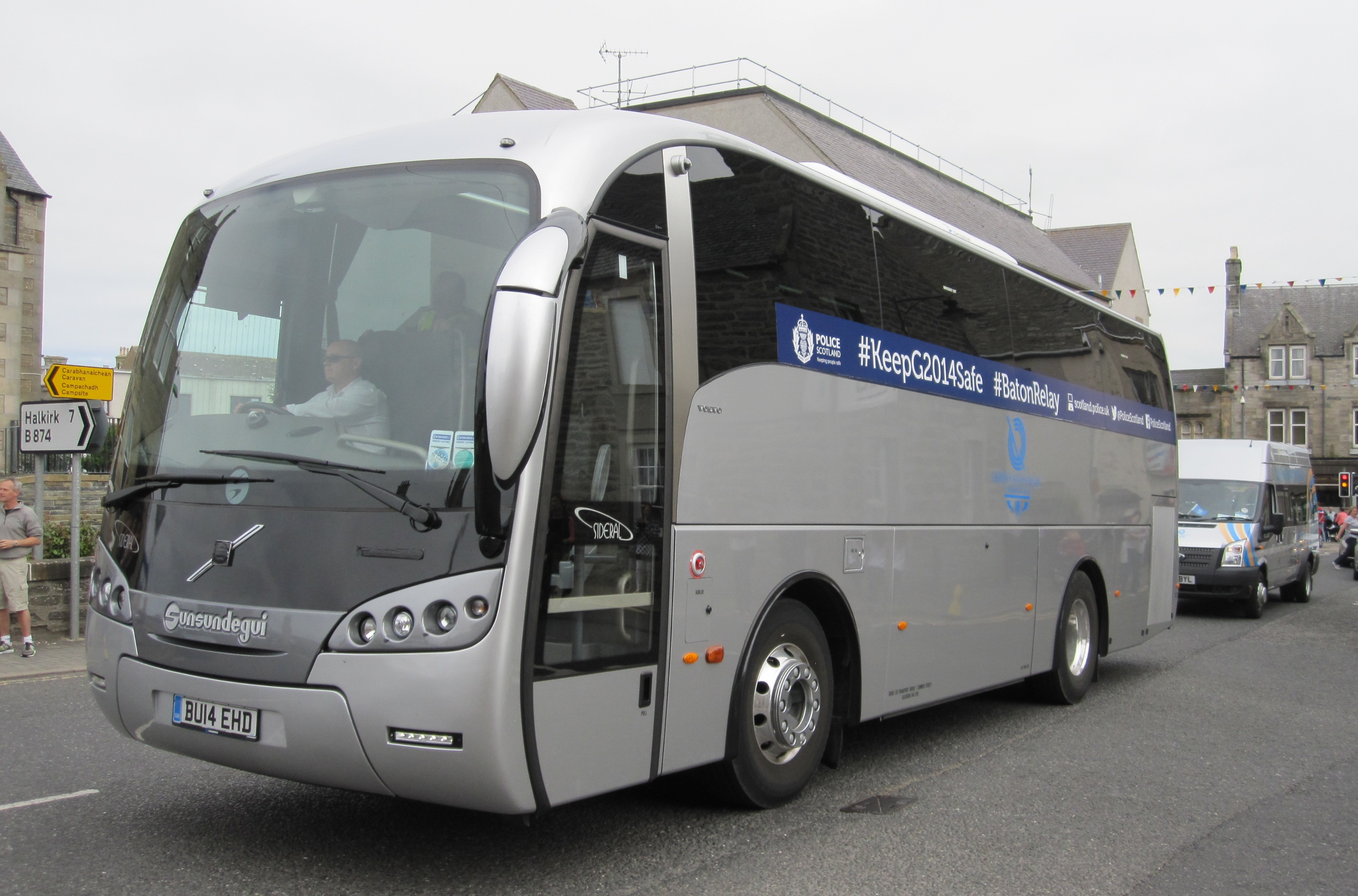
Ein Sunsundegui-Polizeibus, der von Polizei Schottland in Thurso, Großbritannien, eingesetzt wird.
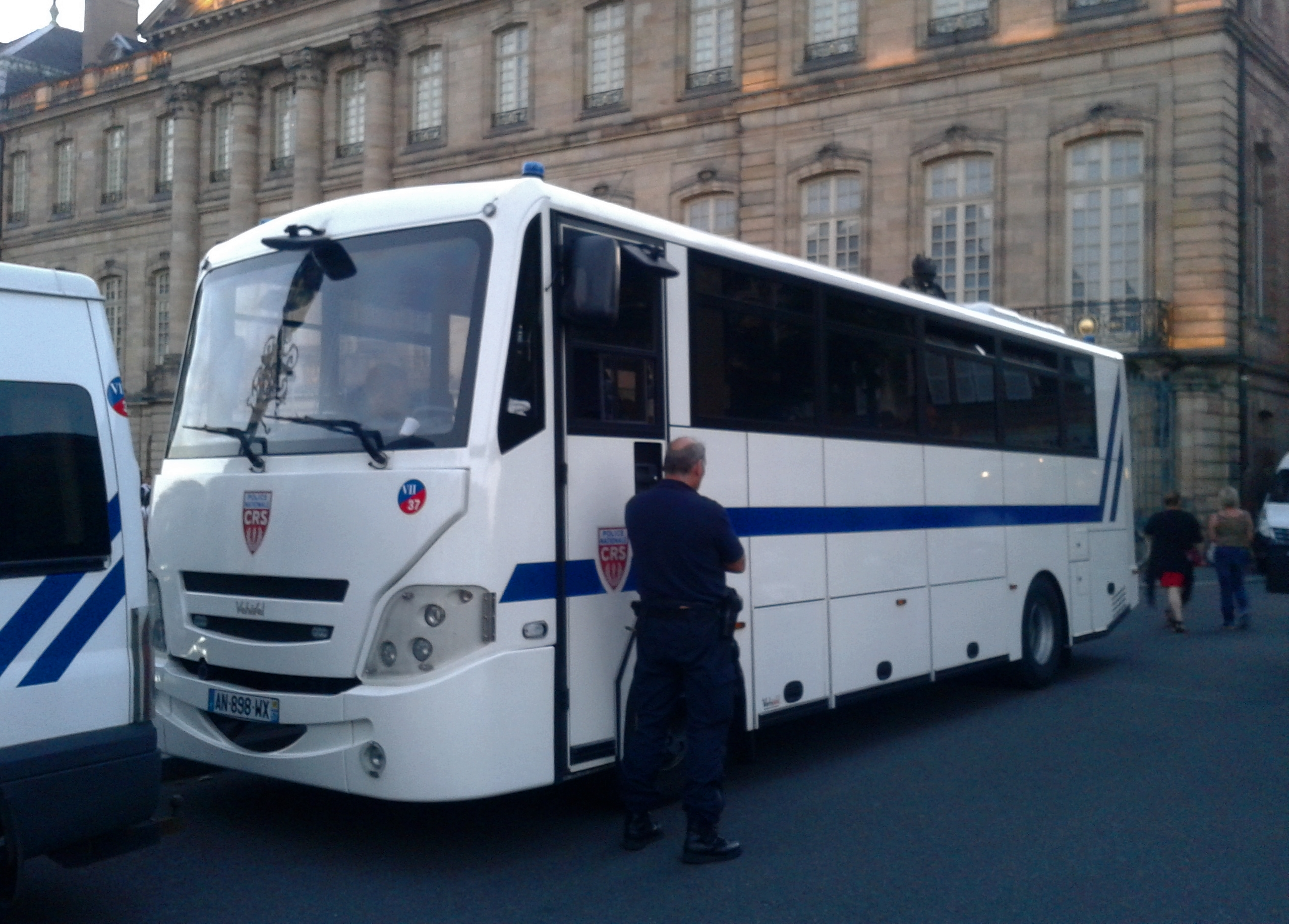
Ein Vehixel-Polizeibus, der von den Compagnies Républicaines de Sécurité in Straßburg, Frankreich, eingesetzt wird.
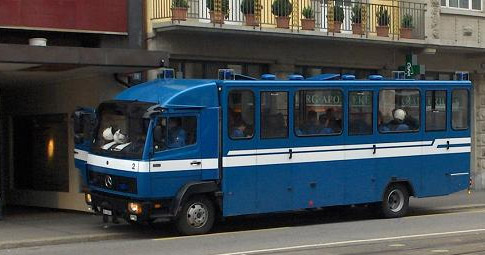
Ein Mercedes-Benz LK-Polizeibus, eingesetzt von der Stadtpolizei Zürich in der Schweiz.
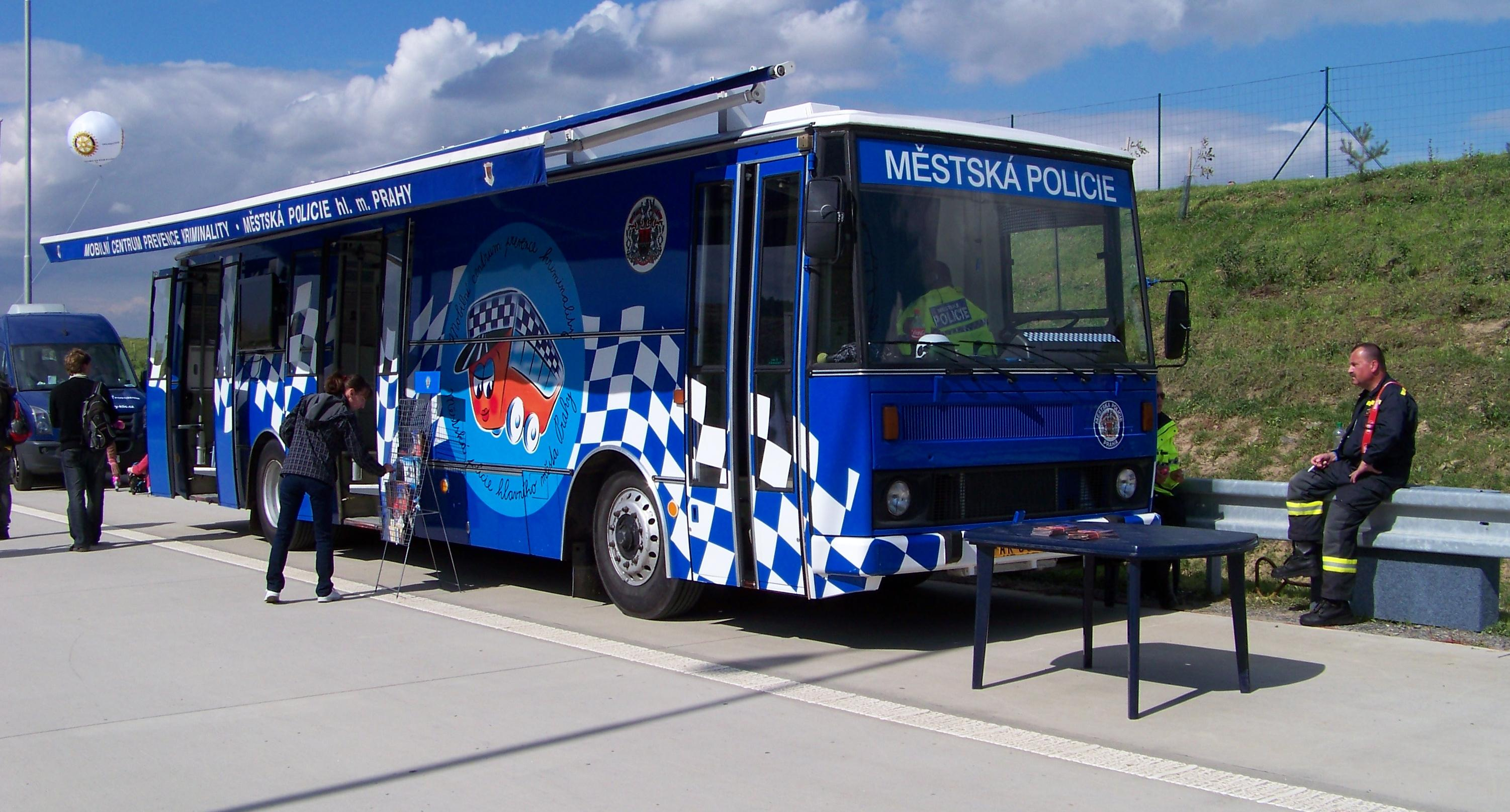
Ein Polizeibus, der von der Prager Stadtpolizei in Prag, Tschechische Republik, eingesetzt wird.
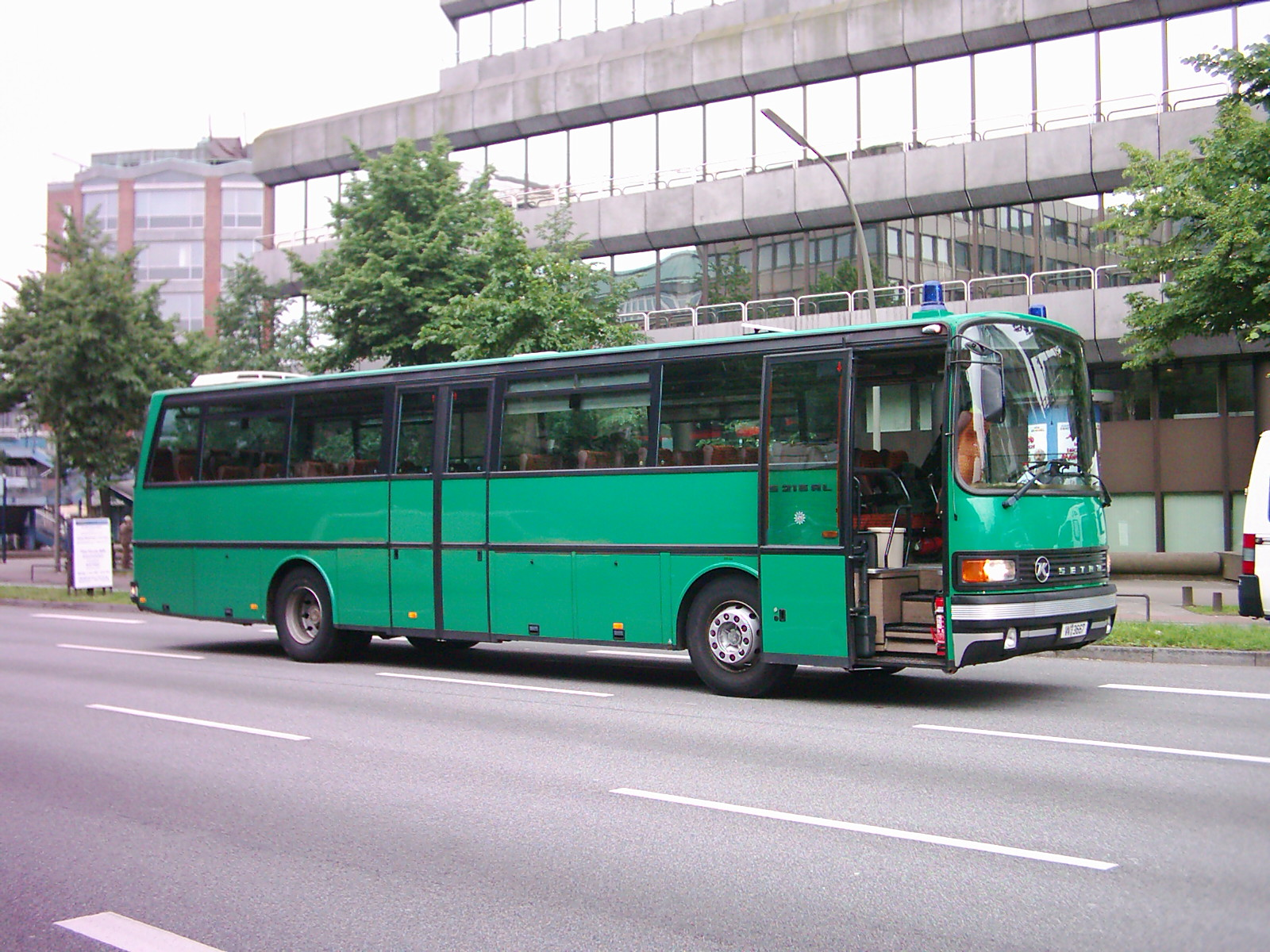
Ein Setra S 213 RL Polizeibus in Hamburg, Deutschland.
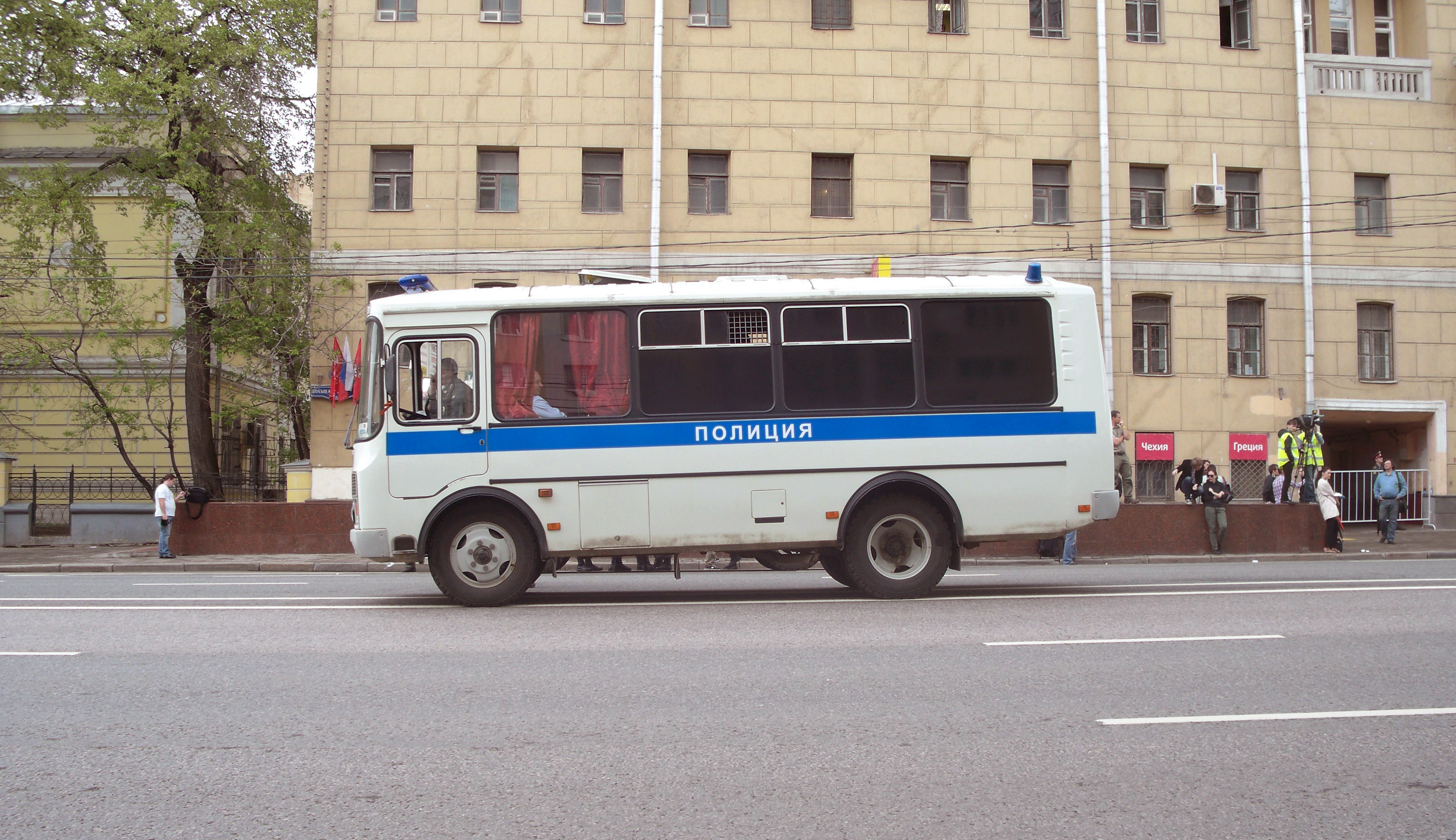
Ein PAZ-3205-Polizeibus in Moskau, Russland.
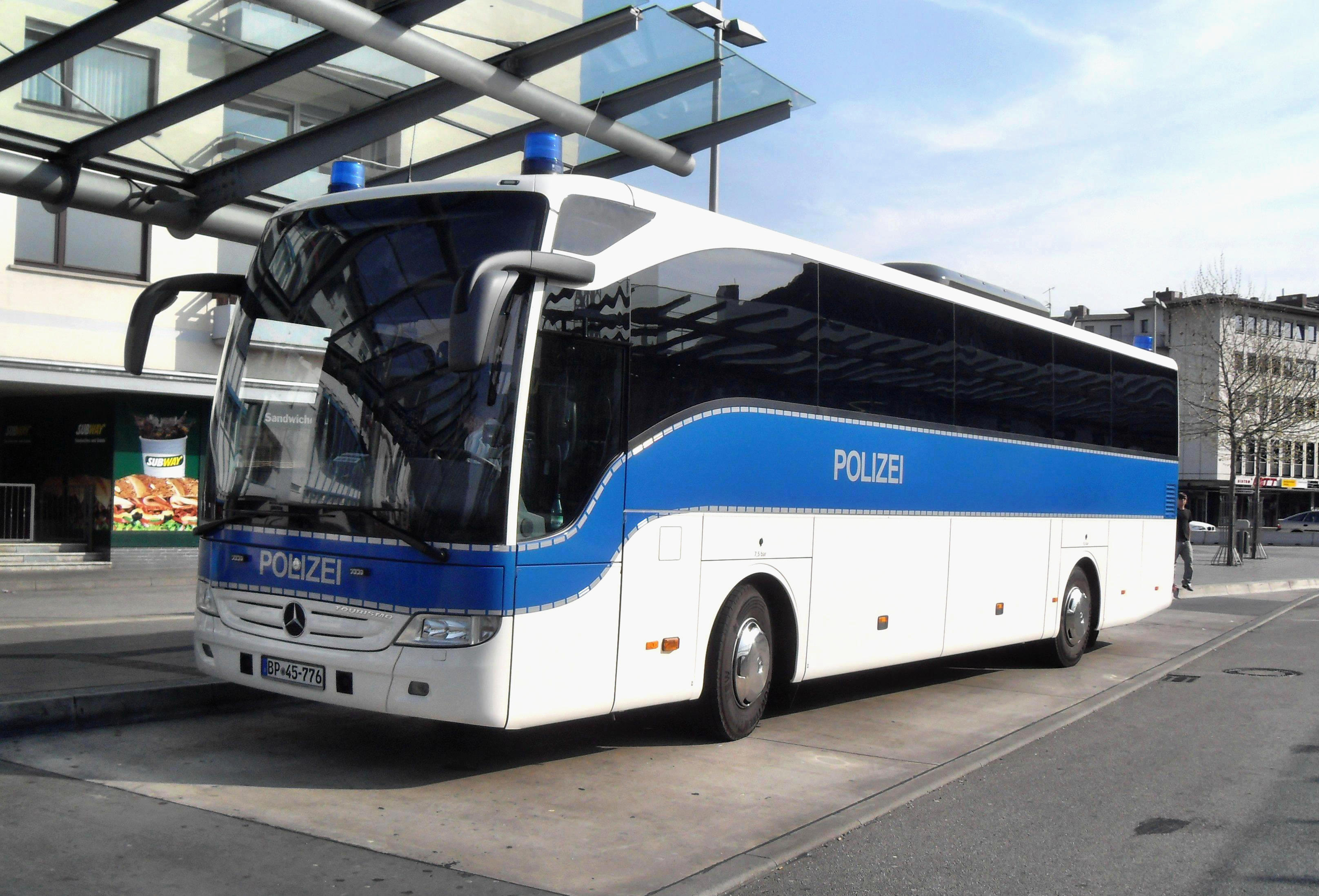
Ein Mercedes-Benz Polizeibus der Bundespolizei in Worms, Deutschland.
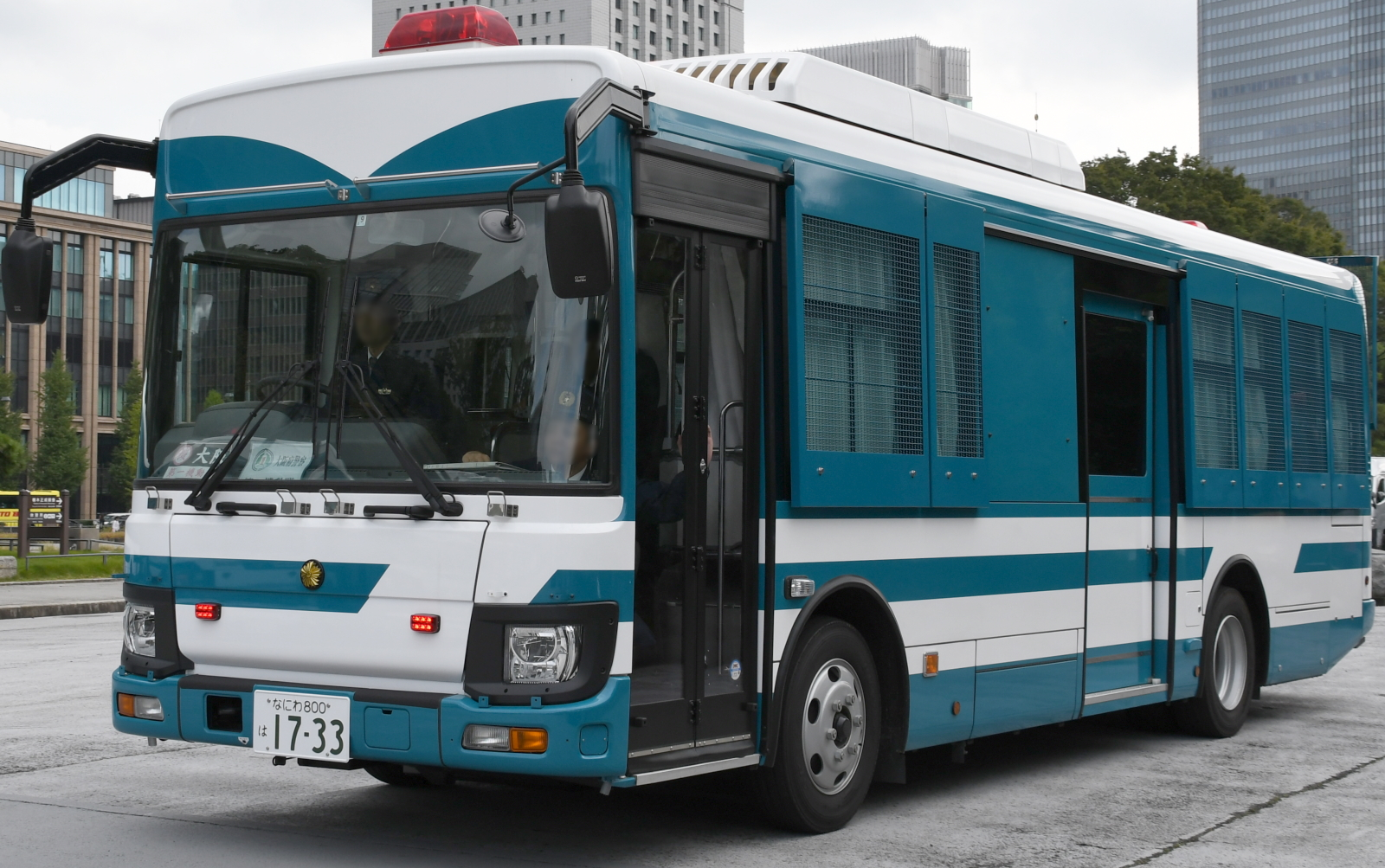
Polizeibus in Japan